# Formula processus

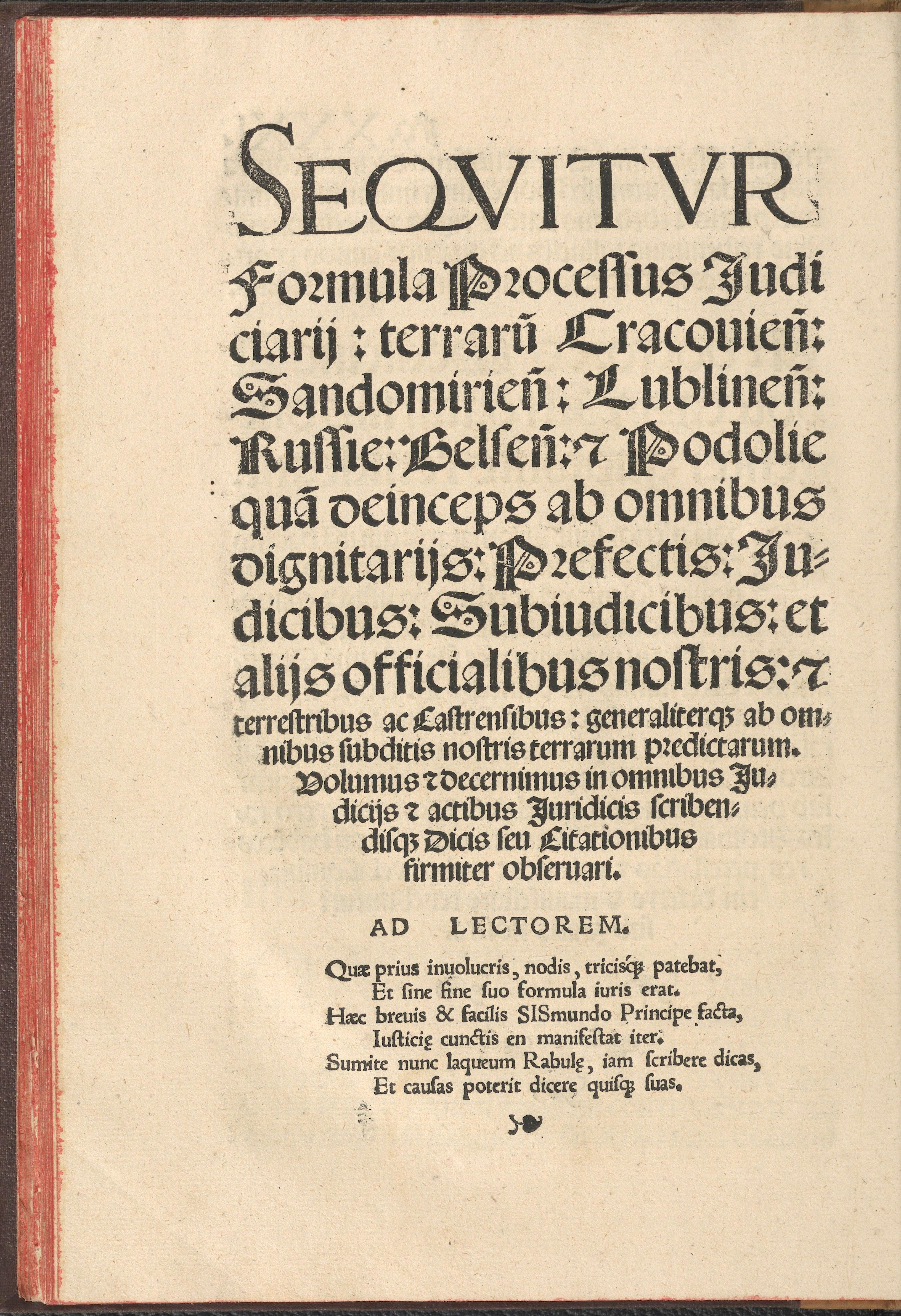
Strona tytułowa Formula processus w druku urzędowym z 1524 r.

Formula processus – kodyfikacja polskiego ziemskiego prawa procesowego z 1523. Formalnie obowiązywała aż do rozbiorów Rzeczypospolitej, lecz w ciągu wieków znaczna część jej przepisów została milcząco uchylona i przestała być stosowana w praktyce sądowej.
Powstanie projektu kodyfikacji było przejawem ruchu egzekucyjnego. Projekt został opracowany przez komisję kodyfikacyjną powołaną na sejmie bydgoskim w 1520 ustawą „De conformandis iuribus et consuetudinibus Regni” (O uzgodnieniu praw i obyczajów Królestwa). W jej skład weszli delegaci szlacheccy oraz wyznaczeni przez króla doktorzy prawa kanonicznego i prawa rzymskiego. Projekt został oparty w przeważającej części na prawie małopolskim. Prace nad nim zostały ukończone w roku 1523, zatwierdzone przez sejm piotrkowski. Początkowo obowiązywał jedynie w Małopolsce, następnie przyjęty w całym Królestwie.
Kodeks składał się z dwóch części, w skład których wchodził:
1. materiał normatywny
2. wzory formuł procesowych.

Całość liczyła 111 artykułów, część druga nadawała kodeksowi charakter podręcznika, którym można było się posłużyć przy nauce.
Kodeks zreformował dotychczasowe polskie prawo procesowe czerpiąc ze wzorów prawa rzymskiego i prawa kanonicznego. Do najważniejszych innowacji należą m.in.:
- wprowadzenie apelacji
- usprawnienie egzekucji wyroków (przeniesienie ciężaru egzekucji z ruchomości na nieruchomości)
- zniesienie nadmiernego formalizmu
- zniesienie nagany sędziego (przywrócono ją w 1538 pod postacią mocji)
- skrócenie i usprawnienie procesu
- przyczynił się do rozwoju skargowości i pisemności w prawie polskim.

Kodeks został opracowany w sposób zwięzły i syntetyczny jednak nie wyczerpywał w pełni prawa procesowego. Wobec braków w jego regulacjach od połowy XVI w. odczuwano potrzebę uzupełnienia i zmian, która narastała z upływem czasu. Praktyka sądowa rozwijała się bowiem dążąc do przedłużania i komplikowania procedury. Wskutek czego pojawiły się postulaty ponownej kodyfikacji (samodzielnie lub z innymi razem gałęziami prawa). Do prób takich  kodyfikacji należą m.in.: Korektura praw (1532), Kodeks Stanisława Augusta doby Sejmu Czteroletniego, wcześniej zaś „Postępek z praw cesarskich około karania na gardle” (tłumaczenie i złagodzona przeróbka Caroliny) z 1559 autorstwa Bartłomieja Groickiego, czy Postępek prawny skrócony z 1611, autorstwa Jana Swoszowskiego, pisarza, a następnie podkomorzego lwowskiego, marszałka sejmu 1611 oraz projekt pod nazwą Abbreviatio processus iuridici (Skrócenie postępku sądowego) z 1642, który wydał w 1882 na podstawie rękopisu M. Bobrzyński.